# اشلین بروک
اشلین بروک (به انگلیسی: Ashlynn Brooke) (زاده ۱۴ اوت ۱۹۸۵) بازیگر پیشین فیلم‌های پورنو و بازیگر کنونی فیلم‌های سینمایی، طراح رقص و مدل است.
بروک متولد شهر چاکتو، اکلاهما در ایالات متحده آمریکا است.
اشلین، پیش از این که در فیلم‌های پورن در فورت لادِردِیل فلوریدا ظاهر شود، برای سه سال، به عنوان فروشنده در یک نمایشگاه اتومبیل در نزدیکی شهر اوکلاهماسیتی شغل پرمنفعتی داشت.
در سال ۲۰۱۱، به همراه بیش از ۱۲ ستاره پورن مشهور به شبکه سی ان بی سی دعوت شد. این شبکه، حضور او را در فیلم پیرانا سه‌بعدی باعث پیشرفت و خوش‌اقبالی وی در فیلم‌های پورن آینده و کانون توجه بودن در تولید دانسته‌است (شامل نسخه‌های شعری پورن مانند شال قرمز مسافرت و زن اعجوبه).
او پس از به دنیا آوردن بچه اش از صنعت پورنو کناره‌گیری کرد.

## جوایز
- ۲۰۰۹ F.A.M.E. Award – Favorite Breasts
- ۲۰۰۹ AVN Award – Best Continuing Video Series Ashlynn Goes to College
- ۲۰۰۹ AVN Award – Best Interactive DVD My Plaything: Ashlynn Brooke
- ۲۰۰۹ AVN Award – Best New Series Ashlynn Goes to College